# Meszno (osada leśna w powiecie lubelskim)
Meszno – osada leśna w Polsce położona w województwie lubelskim, w powiecie lubelskim, w gminie Garbów.
W latach 1975–1998 miejscowość należała administracyjnie do województwa lubelskiego.